# Leucocelis chionosticta
Leucocelis chionosticta är en skalbaggsart som beskrevs av Franz Antoine 1997. Leucocelis chionosticta ingår i släktet Leucocelis och familjen Cetoniidae. Inga underarter finns listade i Catalogue of Life.